# Cephaloziella hirta
Cephaloziella hirta là một loài rêu tản trong họ Cephaloziellaceae. Loài này được (Stephani) R.M. Schust. miêu tả khoa học lần đầu tiên năm 1963.